# Mark Strand
Mark Strand (Summerside, Prince Edward Island, 11 april 1934 - Brooklyn, New York, 29 november 2014) was een Amerikaans dichter, schrijver, vertaler en essayist. Hij was van 1990 tot 1991 de vierde Poet Laureate van Amerika. In 1999 kreeg hij de Pulitzerprijs voor poëzie.

## Leven en werk
Strand werd geboren in een traditioneel joodse familie. Hij groeide op in de Verenigde Staten en deels ook Latijns-Amerika. Hij studeerde literatuurwetenschappen en kunstgeschiedenis, en leerde kunstschilderen bij Josef Albers. Hij doceerde aan diverse Amerikaanse universiteiten, van 2005 tot aan zijn overlijden in 2014 literatuurwetenschappen en creatief schrijven aan de Columbia-universiteit te New York.
De poëzie van Strand is primair lyrisch en nostalgisch. Zijn toon is helder, hij schrijft in klare eenvoudige taal, met een sterk narratief element. Thematisch kenmerkend is zijn soms surrealistische fantasie, alsof veel van zijn gedichten zijn geschreven in een soort van halfslaap, zich bewegend op de vage grens tussen wat we beschouwen als realistisch en dat wat we niet kunnen bevatten. Hij gaf ooit aan geïntrigeerd te zijn door het opschrift van Jorge Luis Borges' verhaal Tlon, Uqbar, Orbis Tertius: wanneer we hier slapen, zijn we elders wakker, en zo is, in zekere zin, ieder mens eigenlijk twee mensen. Wallace Stevens gold als belangrijk inspirator.
Strand wordt beschouwd als een van de meest vooraanstaande Amerikaanse dichters van zijn tijd. In 1960 kreeg hij een beurs van het Fulbright-programma. Hij was de vierde Poet Laureate van Amerika van 1990 tot 1991. In 1999 kreeg hij de Pulitzerprijs voor poëzie voor zijn bundel Blizzard of One. Verder won hij onder andere de Wallace Stevens-award en de MacArthur Fellowship. Hij had een zetel in de American Academy of Arts and Letters. Strand schreef ook een aantal proza-werken, waaronder een boek over Edward Hopper en enkele kinderboeken. Verder publiceerde hij een groot aantal essays over literatuur en vertaalde hij poëzie uit het Spaans en Italiaans.

## Citaat
We all have reasons

for moving.

I move

to keep things whole.
(Uit Keeping things whole, 1964)